# Hal B. Wallis
Hal B. Wallis ou Hal Wallis, nascido Harold Brent Wallis, (Chicago, Illinois, 14 de setembro de 1899 — Rancho Mirage, Califórnia, 5 de outubro de 1986) foi um produtor cinematográfico norte-americano.

## Início
Hal B. Wallis teve de abandonar a escola aos 14 anos de idade, para ajudar a família. Começou a vida profissional como office boy e, mais tarde, como caixeiro-viajante para uma empresa de aquecedores elétricos.

## Os anos naWarner Bros.
Em 1922, mudou-se para Los Angeles, onde conseguiu emprego como administrador de uma cadeia de salas exibidoras. No mesmo ano ou no seguinte, foi contratado pela Warner Bros., inicialmente como assistente e, poucos meses depois, como chefe do departamento de publicidade. Em 1928, já era gerente de estúdio e, em seguida, produtor executivo. Trabalhava com o diretor de produção Darryl F. Zanuck, mas tinha autoridade limitada, o que se refletia em seu salário de 900 dólares por semana, menos de um quinto do de Zanuck e dos grandes roteiristas do estúdio.

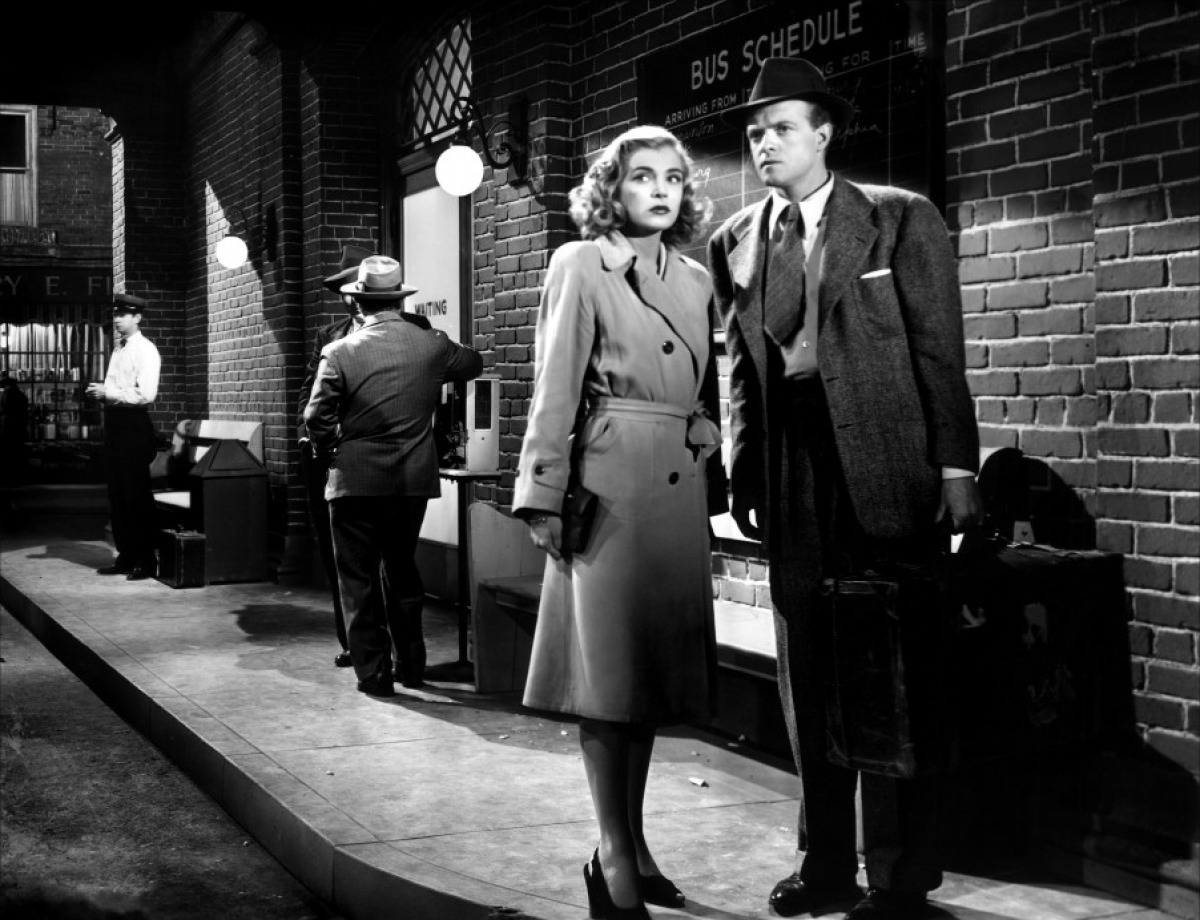
The Strange Love of Martha Ivers, um dos muitos filmes que Hal Wallis produziu para a Warner Bros.

Com a saída de Zanuck em 1933, Wallis o substituiu como produtor executivo com total controle, isto é, como o novo chefe de produção. Menos centralizador que Zanuck, Wallis tinha grande capacidade administrativa, mas dependia da criatividade de seus roteiristas e supervisores assistentes. A partir daí, deu ao estúdio grandes sucessos, principalmente musicais, como Dames, estrelado por Ruby Keeler, e filmes do ciclo de crime e comentário social, como Bordertown e Special Agent, ambos estrelados por Bette Davis. Outras produções campeãs de bilheteria incluem Captain Blood e The Adventures of Robin Hood, ambas com Errol Flynn.
Em 1942, um exausto Wallis assinou novo contrato com a Warner, com a validade de quatro anos. Agora, ele seria responsável por somente quatro produções por ano, com salário de quatro mil dólares semanais. Além disso, passaria a receber 10% da renda bruta de todo filme que tivesse um retorno financeiro de pelo menos 125% de seus custos. Todos os filmes que supervisionou nessa fase foram sucesso de bilheteria, entre eles Now Voyager, com Bette Davis, Desperate Journey, primeiro filme de guerra de Errol Flynn, e o clássico melodrama Casablanca, estrelado por Humphrey Bogart e Ingrid Bergman. Esses três e mais Watch on the Rhine, Princess O'Rourke e This Is the Army foram indicados dezoito vezes ao Oscar, e receberam sete estatuetas, entre elas a de Melhor Filme para Casablanca.

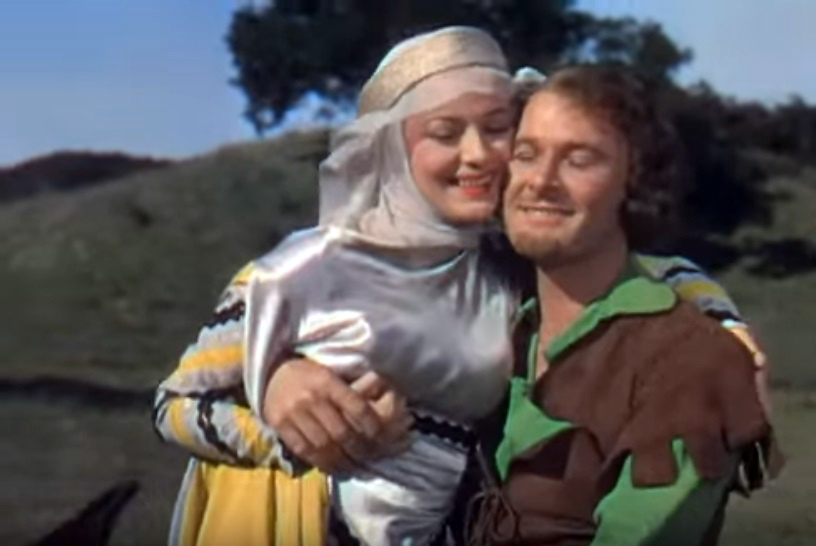
Olivia de Havilland e Errol Flynn em The Adventures of Robin Hood, enorme sucesso de 1938 em que Hal Wallis se encarregou da produção executiva.

Entretanto, desavenças com Jack Warner começaram a se acumular a partir de 1943, e quando Warner entregou a ele um filme de qualidade inferior, Wallis recusou-se a produzi-lo. Janeiro e fevereiro de 1944 viu os dois discutindo questões legais e, na festa de entrega do Oscar, o conflito chegou ao auge: ao ser anunciada a vitória de Casablanca, Jack Warner pulou da cadeira e recebeu o prêmio antes de Wallis. Em Starmaker, sua autobiografia publicada em 1980, Wallis declarou que ainda não se recuperara do choque. Uma longa batalha judicial seguiu-se pelos meses seguintes, em que até um equipamento de projeção, que o estúdio instalara na casa de Wallis ao custo de 7 040 dólares, foi pedido de volta. Finalmente, em dezembro de 1944, a Warner liberou Wallis e acertou com ele várias obrigações contratuais. A saída de seu principal produtor marcou o fim de uma era no estúdio: o poder voltara inteiramente para as mãos de Jack Warner.

## Pós-Warner

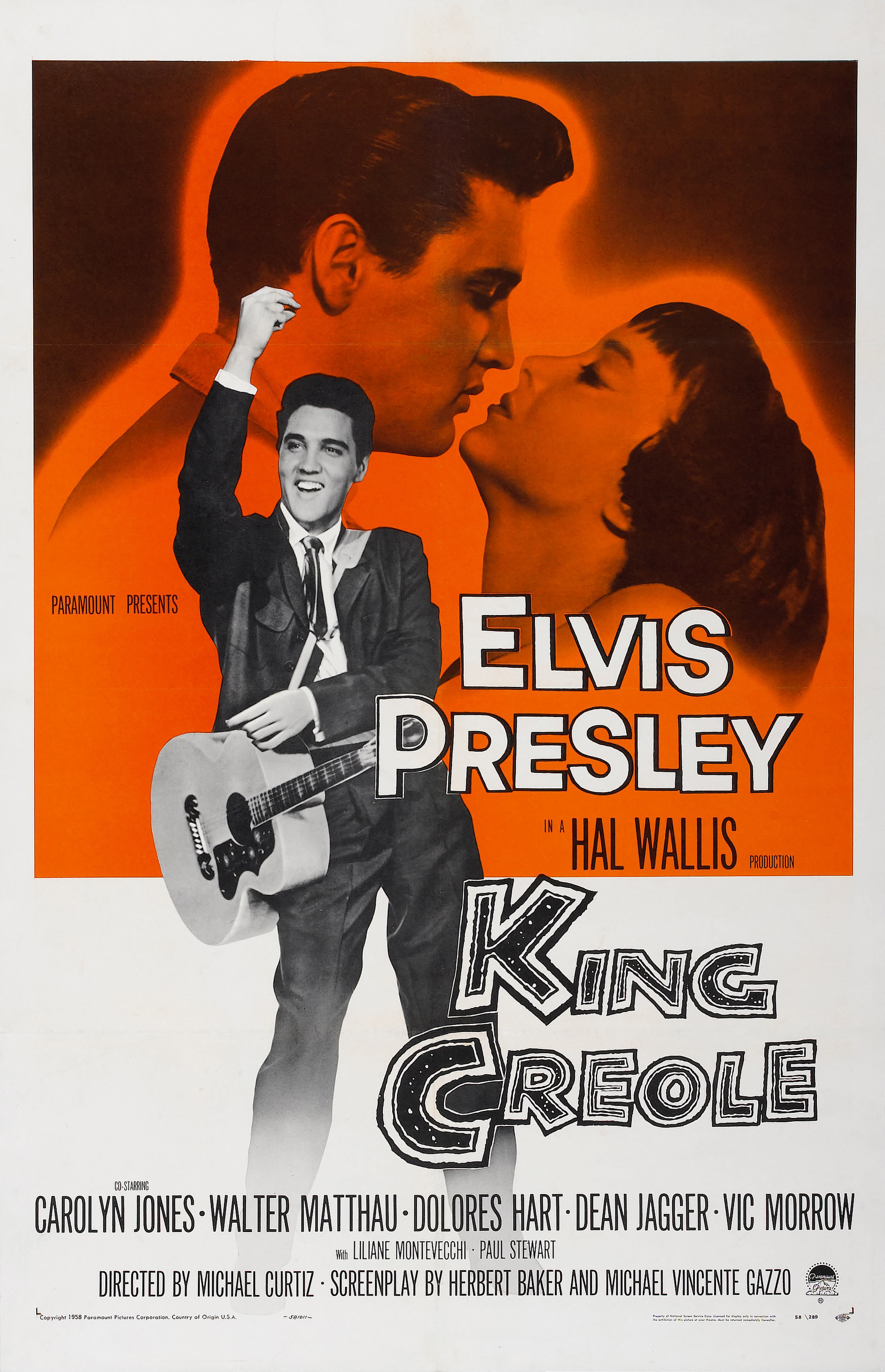
King Creole, uma das primeiras produções de Hal Wallis com Elvis Presley.

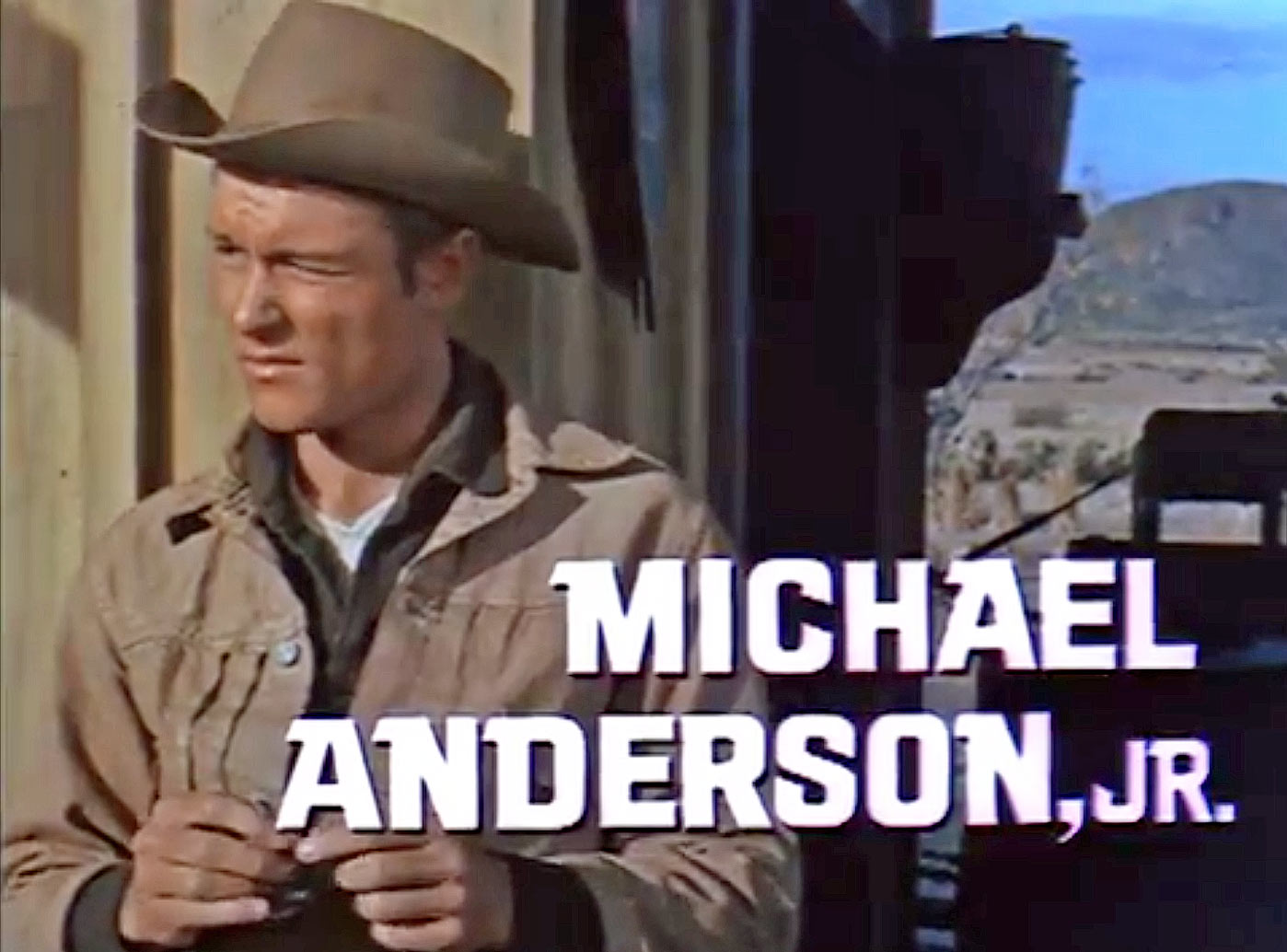
Michael Anderson, Jr. no trailer de The Sons of Katie Elder, um dos diversos faroestes que John Wayne estrelou para a companhia de Hal Wallis.

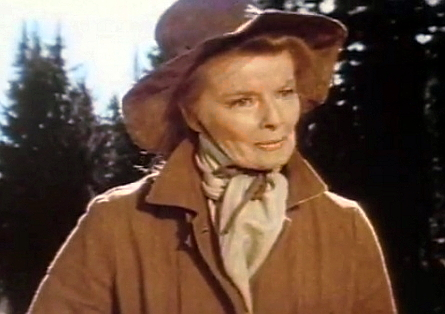
Katharine Hepburn em Rooster Cogburn, último filme produzido por Hal Wallis

Ao sair da Warner Bros., Wallis tornou-se produtor independente. Assinou acordo com a Paramount Pictures para lançamento dos filmes de sua recém-criada Hal Wallis Productions. A partir da década de 1960, também a Universal Pictures lançou produções suas. Livre das amarras de um estúdio, Wallis conheceu um sucesso ainda maior. Sorry, Wrong Number, The Rose Tattoo, The Sons of Katie Elder, Barefoot in the Park, True Grit, além de uma série de filmes com a dupla Dean Martin e Jerry Lewis e, principalmente, com Elvis Presley, são alguns de seus produtos que tiveram extraordinária recepção nas bilheterias. Despediu-se do cinema com o faroeste Rooster Cogburn, outro de seus sucessos com John Wayne.
Wallis é reconhecido como um dos mais bem sucedidos produtores e produtores executivos, tanto dentro quanto fora do sistema de estúdios. Durante 45 anos ele produziu, coproduziu ou supervisionou mais de 400 películas, muitas delas premiadas pela Academia. Descobriu e deu as primeiras chances a diversos astros, entre eles Burt Lancaster e Kirk Douglas.
Recebeu duas vezes o prestigioso Prêmio Irving Thalberg, em 1939 e em 1944, por suas notáveis contribuições à sétima arte.

## Vida pessoal
Hal Wallis casou-se duas vezes. Em 1927 desposou Louise Fazenda, estrelinha de comédias do cinema mudo, com quem teve seu único filho, Brent. Louise faleceu em 1962 e, em 1966, Wallis uniu-se a Martha Hyer, atriz de várias de suas produções. O matrimônio durou até à morte de Wallis, ocorrida em 5 de outubro de 1986. Aos 87 anos de idade, o produtor foi vencido pela diabetes.

## Filmografia parcial
| Ano  | Título                            |
| ---- | --------------------------------- |
| 1930 | The Dawn Patrol                   |
| 1930 | Little Caesar                     |
| 1932 | I Am a Fugitive from a Chain Gang |
| 1933 | Gold Diggers of 1933              |
| 1935 | G-Men                             |
| 1935 | A Midsummer Night's Dream         |
| 1935 | Captain Blood                     |
| 1936 | The Story of Louis Pasteur        |
| 1936 | Anthony Adverse                   |
| 1936 | The Charge of the Light Brigade   |
| 1937 | The Life of Emile Zola            |
| 1938 | Jezebel                           |
| 1938 | The Adventures of Robin Hood      |
| 1938 | Four Daughters                    |
| 1939 | Dark Victory                      |
| 1939 | Juarez                            |
| 1939 | The Roaring Twenties              |
| 1940 | They Drive by Night               |
| 1940 | The Sea Hawk                      |
| 1940 | The Letter                        |
| 1941 | High Sierra                       |
| 1941 | Sergeant York                     |
| 1941 | The Maltese Falcon                |
| 1941 | They Died with Their Boots On     |
| 1941 | Blues in the Night                |
| 1942 | The Man Who Came to Dinner        |
| 1942 | Kings Row                         |
| 1942 | Yankee Doodle Dandy               |
| 1942 | Now Voyager                       |
| 1942 | Captains of the Clouds            |
| 1943 | Casablanca                        |
| 1943 | Watch on the Rhine                |
| 1943 | Princess O'Rourke                 |
| 1946 | The Strange Love of Martha Ivers  |
| 1948 | So Evil My Love                   |
| 1948 | Sorry, Wrong Number               |
| 1949 | The Accused                       |
| 1949 | Rope of Sand                      |
| 1949 | My Friend Irma                    |
| 1950 | The Furies                        |
| 1950 | Dark City                         |
| 1951 | September Affair                  |
| 1951 | That's My Boy                     |
| 1951 | Sailor Beware                     |
| 1952 | Come Back, Little Sheba           |
| 1955 | The Rose Tattoo                   |
| 1956 | Artists and Models                |
| 1956 | The Rainmaker                     |
| 1956 | Hollywood or Bust                 |
| 1957 | Gunfight at the O.K. Corral       |
| 1957 | Wild Is the Wind                  |
| 1957 | Loving You                        |
| 1958 | King Creole                       |
| 1958 | Hot Spell                         |
| 1959 | Last Train from Gun Hill          |
| 1959 | Don't Give Up the Ship            |
| 1960 | G.I. Blues                        |
| 1960 | Visit to a Small Planet           |
| 1961 | Summer and Smoke                  |
| 1961 | Blue Hawaii                       |
| 1963 | Wives and Lovers                  |
| 1964 | Becket                            |
| 1965 | The Sons of Katie Elder           |
| 1965 | Boeing Boeing                     |
| 1965 | Paradise, Hawaiian Style          |
| 1967 | Barefoot in the Park              |
| 1968 | Five Card Stud                    |
| 1969 | True Grit                         |
| 1969 | Anne of the Thousand Days         |
| 1971 | Shoot Out                         |
| 1971 | Mary, Queen of Scots              |
| 1973 | The Don Is Dead                   |
| 1975 | Rooster Cogburn                   |